# Arquipélago Chinijo

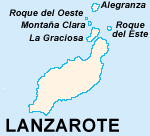
A ilha de Lanzarote e o arquipélago Chinijo.

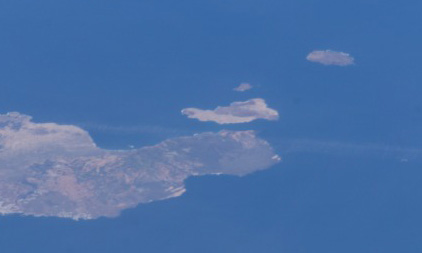
Imagem de satélite do extremo nordeste de Lanzarote e o arquipélago Chinijo.

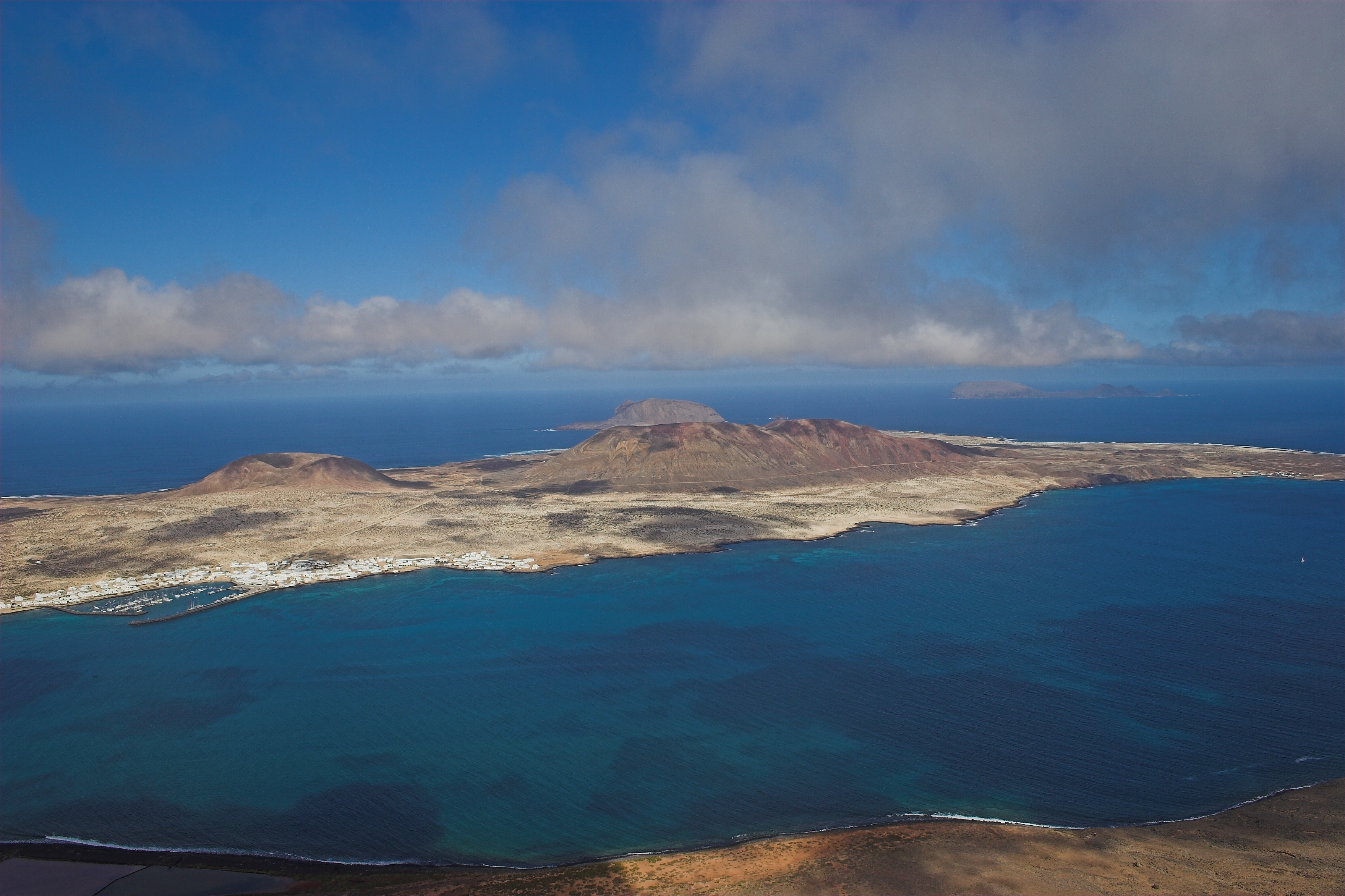
Algumas das ilhas do arquipélago Chinijo vistas de Lanzarote.

Arquipélago Chinijo é a designação dada ao conjunto de pequenas ilhas e ilhéus que constituem o extremo nordeste do arquipélago das Canárias. As ilhas, dada a sua baixa altitude e proximidade à costa africana, são desérticas, tendo apenas vegetação xerófita esparsa.
O arquipélago está situado sobre uma ampla plataforma submarina com profundidades em geral inferiores a 100 m (raramente vai até aos 200 m), que faz parte do edifício vulcânico da ilha de Lanzarote (na realidade é uma parte afundada daquela ilha). Dadas as pequenas profundidades do mar em seu redor, as ilhas do arquipélago Chinijo estiveram ligadas à ilha de Lanzarote durante a última glaciação (18000 a 10000 anos atrás), ficando isoladas pela progressiva subida do nível do mar.
A única ilha habitada neste arquipélago é a Graciosa, sendo as restantes ilhas apenas visitadas ocasionalmente. O território do arquipélago constitui desde 1986 um importante parque natural, o Parque Natural del Archipiélago Chinijo, com grande interesse para a conservação da natureza, nomeadamente para as aves marinhas. Uma zona importante detém desde 1994 o estatuto de zona de protecção especial para aves marinhas, com nível de protecção mais alto (reserva integral), constituindo a Reserva Natural de los Islotes.
A ilha Graciosa faz parte do município de Haría (Lanzarote), enquanto que o resto do território pertence ao município de Teguise (Lanzarote).
São as seguintes as ilhas e ilhéus que integram o Arquipélago Chinijo:
- Graciosa, a maior (27,0 km²) e a única ilha habitada;
- Alegranza (10,2 km²);
- Montaña Clara (1,3 km²);
- Roque del Oeste;
- Roque del Este.

Na fotografia abaixo, tirada a partir de Lanzarote, em primeiro plano a ilha Graciosa e imediatamente atrás Montaña Clara, vendo-se ao fundo a ilha de Alegranza: